# Мури-Мягиярви
Мури-Мягиярви — озеро на территории Луусалмского сельского поселения Калевальского района Республики Карелии.

## Общие сведения
Площадь озера — 1 км². Располагается на высоте 217,7 метров над уровнем моря.
Форма озера лопастная, продолговатая: оно вытянуто с северо-востока на юго-запад. Берега каменисто-песчаные, местами заболоченные.
И озера вытекает безымянный водоток, втекающий в озеро Полиниярви, через которое протекает река Войница, которая, в свою очередь, впадает в озеро Ридалакши, которое протокой соединяется с озером Верхним Куйто.
В озере более десяти безымянных островов различной площади, однако их количество может варьироваться в зависимости от уровня воды.
Озеро расположено в двух километрах от Российско-финляндской границы.
Код объекта в государственном водном реестре — 02020000811102000004265.